# Eduard Knirsch
Eduard Vilim Knirsch, křtěný Eduard Vilím (20. ledna 1869 Kolín - 23. září 1955 Vídeň) byl rakouský lékař a entomolog specializující se na řád Coleoptera.
Provozoval praxi jako dentista.

## Život
Eduard Vilim Knirsch se narodil v Kolíně v rodině Karla Knirše a jeho ženy Karolíny rodem Müllerové, dcery statkáře z Liberce. Jeho sbírka je uložena v australském Museum Victoria a Fieldovo přírodopisném muzeu v Chicagu. Jeho otcem byl Karel Knirsch, kolínský poštmistr a purkmistr, pod pseudonymem Karel Kolínský autor divadelní hry Švédové u Kolína, kterou v r. 1848 uvedlo Stavovské divadlo v Praze.